# クライスラー農園の戦い
クライスラー農園の戦い（クライスラーのうえんのたたかい、英:Battle of Crysler's FarmまたはBattle of Crysler's Field）は、米英戦争中の1813年11月11日および11月12日に、現在のオンタリオ州コーンウォールの近くでイギリス軍とアメリカ軍との間に戦われた戦闘である。モントリオール奪取を目指して戦力を投入したアメリカ軍であったが、数では10分の1とはるかに劣勢であったイギリス軍が圧倒的な勝利を得た。アメリカ軍は作戦を中止した。

## セントローレンス川方面作戦

### アメリカ軍の作戦
この戦闘はアメリカ軍がモントリオールを占領しようという作戦に端を発した。作戦を立てたのはアメリカ合衆国陸軍長官ジョン・アームストロングで、当初は自分で作戦指揮を執るつもりであった。部隊間の連絡が適切でなかったために、1カ所に必要なだけの軍隊を集中させることが難しかったので、最終的には2つの軍隊を組み合わせることになった。ジェイムズ・ウィルキンソン将軍指揮の8,000名の師団がセントローレンス川を砲艇、バトーなどの舟艇で下り、一方でシャンプレーン湖の北から進軍するウエイド・ハンプトン指揮下の4,000名の師団と落ち合い、モントリオール市を攻撃することとされた。この結果として起こったシャトーゲーの戦いとこのクライスラー農園の戦いおよびその他幾つかの小競り合いがセントローレンス川方面作戦として知られている。
この作戦には幾つかの欠陥があった。関係する指揮官の間に不信があった。ウィルキンソンは悪党という芳しくない評判があった。ハンプトンは元々、ウィルキンソンと同じ軍隊ではいかなる立場でも従軍することを拒んでいた。この軍隊には訓練が足りず、制服すら不足していたし、経験の豊富な士官もほとんどいなかった。どちらの軍隊もモントリオール以前に自軍の維持すらできなかったが、包囲戦や長期の活動もできない状態にあった。アームストロングは成功の見込が薄いことが分かると、最終攻撃を自ら率いる考えを棄て、全体の指揮をウィルキンソンに任せた。

### 侵攻開始
ウィルキンソン軍は1813年10月17日にニューヨーク州サケット港を発進した。10月半ばという時期はカナダで重大な作戦行動を起こすには遅すぎるものであり、アメリカ軍は悪天候に悩まされて幾つかの舟艇を失い、病気や感染症の被害も受けた。11月1日、ニューヨーク州フレンチ・クリークに到着し、そこでセントローレンス川を遡って物資を輸送するイギリス軍の護衛部隊の砲艇と衝突した。フレンチ・クリークからウィルキンソン軍は川を下った。11月6日、ウィルキンソンのもとに、10月26日のシャトーゲーの戦いで、ハンプトン軍が小さなカナダ軍に反撃を食らったという情報が届いた。ウィルキンソンはハンプトンにオンタリオ州コーンウォールで落ち合うという新しい指示を送った。
ウィルキンソン軍は11月7日遅くにプレスコットのイギリス軍基地の横を擦り抜けることに成功した。軍隊は陸に上がってオグデンスバーグ近くは川の南岸を進軍し、軽くなった舟艇は暗闇に紛れてイギリス軍基地の下を通過した。翌日、主部隊は再び乗船し、アレクサンダー・マコーム大佐の前進護衛隊とベンジャミン・フォーサイス少佐のライフル狙撃兵大隊が川のカナダ側に上陸し、川堤でちょっかいを出してくるカナダ民兵の掃討を行った。
翌11月9日、ウィルキンソンは作戦会議を開いた。ウィルキンソン軍の上級士官は皆、作戦の困難さや敵軍の戦力に関する警告的報告があったにも拘わらず、遠征の続行については非を唱えなかった。前進護衛隊にはジャコブ・ブラウン准将の旅団が補強され、川の北岸を東に進軍した。主部隊が水路で進もうとする前に、ウィルキンソンはイギリス軍がアメリカ軍を追っていることを知った。ウィルキンソンは残っている部隊のほとんど全部を上陸させて後衛とし、ジョン・パーカー・ボイド准将に預けた。11月10日遅く、この日はイギリス砲艇や野砲から間欠的な砲撃がある中を行軍していたが、ウィルキンソンは本部をクックの酒場に置き、ボイド軍は周りの森の中に野営させた。

### イギリス軍の反撃
イギリス軍はアメリカ軍がサケット港に集結したことを知っていたが、その後も長い間、アメリカ軍の目標がイギリス艦隊の基地であるオンタリオ湖岸のキングストンだと信じていた。アッパー・カナダの副総督フランシス・ド・ロッテンバーグ少将は、キングストンに持てる戦力を集中させた。ロッテンバーグは、アメリカ軍がフレンチ・クリークからセントローレンス川を下り始めたと聞くと、ジョセフ・ウォントン・モリソン中佐に「監視軍団」を任せてアメリカ軍の後を追わせた。ウィリアム・マルカスター海軍中佐が護衛用砲艇と小さな舟艇の指揮を執った。11月8日遅くにキングストンを発ち、オンタリオ湖がセントローレンス川に入った地点にある「サウザンド・アイランズ」の間で、基地を封鎖していたアイザック・ショーンシー海軍准将の艦船を避けて通った。
この軍団は650名の戦力であったが、プレスコットから増援が加わり800名程になった。11月10日遅く、アメリカ軍から2マイル (3 km)上流のクライスラー農園で宿営した。地形はほぼ開けており、イギリス軍の戦術やマスケット銃攻撃には視界が良かった。モリソンは敵から挑まれればここで受けて立とうと考えていた。

## 戦闘

### 初期の布陣
11月11日の朝が明けると、寒く雨が降っていた。2カ所で砲声が起こった。川の上では、マルカスターの砲艇がクックス・ポイントに集結したアメリカ軍の舟艇に大砲を撃ちかけていた。一方アメリカ軍の部隊は宿営地の様子を窺っていたモホーク族インディアンに一斉射撃を掛け、数人のカナダ民兵竜騎兵はイギリス軍の主部隊に飛んで帰り、アメリカ軍が攻撃していることを伝えた。イギリス軍は半煮えの朝食を落として装備を調え、このことでアメリカ軍の偵察隊が「イギリス」が攻撃していると報告すると、今度はアメリカ軍が装備を調え武器を取って立ち上がった。
アメリカ軍の舟艇は間もなくロング・ソールト早瀬に差し掛かることになるため、ウィルキンソンはその前にモリソン隊を追い払おうと考えた。しかし、ウィルキンソン自身が病気に罹っていたため自分で攻撃の指揮を執れなかった。第二指揮官であるはずのモーガン・ルイスも「具合」が悪かった。このために、ボイド准将が指揮を執った。その部隊はレナード・コビングトン准将指揮する第3旅団（第9、第16、第25歩兵連隊）と、ロバート・ソートワウト准将指揮する第4旅団（第11、第14、第21歩兵連隊）およびアイザック・コールズ大佐指揮するボイドの第1旅団（第12、第13歩兵連隊）であった。6ポンド砲2門だけが後衛に付けられ、他に4門の大砲と第2竜騎兵大隊が少し下流にいた。ボイド軍全体で約2,500名の戦力であった（4,000名とする資料もある）。
イギリス軍は、右翼を前に出して梯形編成に布陣した
- アメリカ軍に近い峡谷と左翼の森には、フレデリック・ハリオット少佐のカナダ志願兵による散兵線を置いた。志願兵はおそらく60名ほどの3個中隊であり、20数名のモホーク族インディアンがいた（リーズ民兵の小さなライフル狙撃中隊もいた可能性がある）。
- トマス・ピアソン中佐の右翼は、第49連隊の側面攻撃用中隊とカナダ・フェンシブル分遣隊で合計100名程とカナダ植民地砲兵隊の6ポンド砲1門であり、アメリカ軍に近い川堤の建物を幾つか占領した。
- 左側面の後ろは第89歩兵連隊第2大隊の3個中隊150名で、G.W.バーンズ大尉が指揮した。
- バーンズの左側面隊の後ろがイギリス軍の主部隊であり、チャールズ・プレンダーリース中佐指揮下の第49連隊大隊の中隊16名とモリソン自身の指揮する第2、第89連隊の6個中隊300名であった。H.G.ジャクソン大尉の王室砲兵大隊が6ポンド砲2門を擁し、第49連隊の後ろにある小さな丘に据えた。

### 交戦
ボイドは午後の半ばになっても攻撃命令を出さなかった。その後も命令は出なかった。アメリカ軍右翼ではエリエザー・ホィーロック・リプリー大佐の第21歩兵連隊が前進し、イギリス軍散兵線を森から追い出しおよそ1マイル後退させた。ここで部隊は止まって息を継ぎ、コールズ旅団の第12、第13連隊が加わった（この時点でのソートワウトの他の2個連隊の動きは不明である）。リプリーとコールズは森の外れで前進を止めていたが、赤服（イギリス軍）の戦列、モリソン軍の左翼側面隊である第2、第89連隊が大地から突如現れて銃火を開いたのを見て驚かされた。アメリカ兵は木株や茂みの陰に飛び込んで反撃を開始したが、この攻撃で命令もその契機も無くなってしまった。弾薬が足りなくなると、一目散に後方にとって返した。
一方コビントンの旅団は峡谷を越えるのに苦労し、横隊に組んだところで榴散弾を食らった。伝説に依れば、この時コビントンはカナダ民兵が着る灰色で厚地の上着を纏った第49連隊を率いていたが、部下に向かって「こっちへ来い！民兵をどう扱うか見てやろう」と叫んだという。一瞬後、コビントンは致命傷を負った。第2指揮官が指揮を替わったがまた即座に戦死しただけであった。この旅団は指揮系統を失って撤退を始めた。
ボイドは自隊の歩兵連隊が撤退してしまうまで6門の大砲を使えなかった。川堤に沿った道路から砲撃を始めたとき、極めて有効だった。モリソンの第2指揮官ジョン・ハーベイ中佐が第49連隊にアメリカ軍砲兵隊への攻撃を命じた。ウィルキンソンの事務担当副官ジョン・ウォルバック大佐が率いた竜騎兵隊が割って入り、第49連隊の空いた右翼を衝いた。第49連隊は攻撃を中止し、旋回してその右翼に引いた。激しい銃火の中で、竜騎兵隊は2回の突撃を繰り返したが、結局後退した。この時の損失は部隊兵130名の内、18名であった。竜騎兵隊は時間を使って大砲を1門を除いて撤収できた。バーンズの中隊は、泥にはまって放棄された大砲1門を捕獲した。
既に4時半頃であった。アメリカ軍の大半は潰走していた。エドムンド・P・ゲインズ大佐の第25連隊とティモシー・アッパム中佐の舟艇護衛隊が峡谷を暫く持ち堪えたが、ピアソンが左側面に回り込もうと脅しを掛けたので、残っていた部隊も撤退した。暗くなり、天候も嵐のような様相になったため、イギリス軍は前進を止めた。アメリカ軍は混乱したまま舟艇まで引き返し、川の南岸に渡った。
イギリス軍の損失は、モリソンの最初の報告書で戦死22名、傷者148名および不明が9名となっていたが、さらに9名が戦死、不明も4名が増えた。アメリカ軍は3名の士官を含めて多くの傷者が戦場に取り残された。アメリカ軍が再攻撃を掛けて来ることを恐れて、イギリス軍は暫く戦場を離れなかった。赤服が戦場を回って傷者を収容し、一時しのぎの野戦病院に送り込むまで、傷者は寒風の中で何時間も放置されていた。

## 結果
戦闘の行われた日の遅く、ジャコブ・ブラウンはフープルズ・クリークで500名のストーモンとグレンガリーの民兵を打ち破り、前方の敵を排除したと報告した。11月12日、不機嫌なアメリカ船隊はロング・ソールト早瀬をうまく乗り切った。そこへハンプトンからコーンウォールでの合流ができないという連絡が入り、これを口実にウィルキンソンはまた作戦会議を招集した。この会議では作戦中止を全会一致で決めた。
軍隊はニューヨーク州フレンチ・ミルズの冬季宿営地に向かったが、道路はこの季節のためにほとんど通行不可能であり、ウィルキンソンは物資の欠乏のためにプラッツバーグまで撤退を余儀なくされた。ウィルキンソンは、年が明けてからのラコール・ミルズの戦いでイギリス軍基地への攻撃に失敗し、指揮を外された。ウィルキンソンは、様々な怠慢の廉で軍法会議に掛けられたが、結局罪は問われなかった。ルイスは退役し、ボイドは後方任務に回された。
クライスラー農園のあった場所は、1958年、セントローレンス運河建設の際に水没した。戦場跡の記念碑はオンタリオ州モリスバーグのアッパー・カナダ・ビレッジに移された。